# Johann Friedrich Nette
Johann Friedrich Nette (* 1672; † 9. Dezember 1714 in Nancy) war ein deutscher Ingenieuroffizier und Architekt.
Seine Ausbildung erhielt er vermutlich in Böhmen. Danach war er in württembergischen Diensten, ab 1707 Oberbaudirektor, seit 1709 Bauinspektor beim Stuttgarter Bauamt. Er war Bauleiter am Bau von Schloss Ludwigsburg.

## Bauten
- 1707–1714: Schloss Ludwigsburg
- um 1711: Landhaus Sternfels in Ludwigsburg

## Schriften
- Adeliche Land- und Lusthäusser nach Modernen Goût. Augsburg 1711 (Digitalisat).
- Vues et Parties principales de Louisbourg. Augsburg 1712.